# ヘアピン
ヘアピン（hair pin）は髪をとめる留め具の一つ。日本の簪とは若干異なり、実用的に用いられることが多い。髪を纏めたり留めておいたりする他、カールやウェーブを作る際の道具として用いられる。髪飾りの要素を伴った物や、また、帽子やヘアネット、髪飾りを固定する際に用いる事もある。単品で使用することもあれば、各ヘアピンを交差、または重ねるようにして利用することもある（いわゆるクロスヘアピンもその一種）。ヘアピンは主に女性が使用するが、髪の長い男性なども使用する。
より髪を固定するのに特化したバレッタも存在する。

## 歴史
古代エジプト時代、食事のときに髪が落ちてくるのを防ぐために使われていた。当時は直線的な形で、髪に刺すように使っていた。
現在も使うような髪がはさめるタイプは、エリザベス1世のときに発明された。金属でできたものの記録が残るようになる。
鼻眼鏡と呼ばれる、耳にかけず鼻だけでかける眼鏡が欧米で流行した時期には、鼻から外れたときに落として壊したり紛失したりしないための安全策として鎖や紐で頭髪に留められることがあり、眼鏡のカタログにもヘアピンが掲載されていた。
日本では、簪がヘアピンの前身である。縄文時代の遺跡からも骨製のものが見つかっている。奈良時代にも使われていたが、平安時代になると結髪よりも垂髪が好まれるようになり姿を消す。江戸時代に結髪が大流行すると簪も復活し、一般的に使われるようになった。1910年代に発明された電熱パーマネントウェーブ機が日本にも1918年ごろ輸入されるのと同時に、髪がはさめるタイプのボブピンが輸入された。
1950年代から1960年代頃には、家庭で手軽にカールが作れる手段として、ヘアピンを使った「ピンカール」という手法が多用された。

## ヘアピンの種類

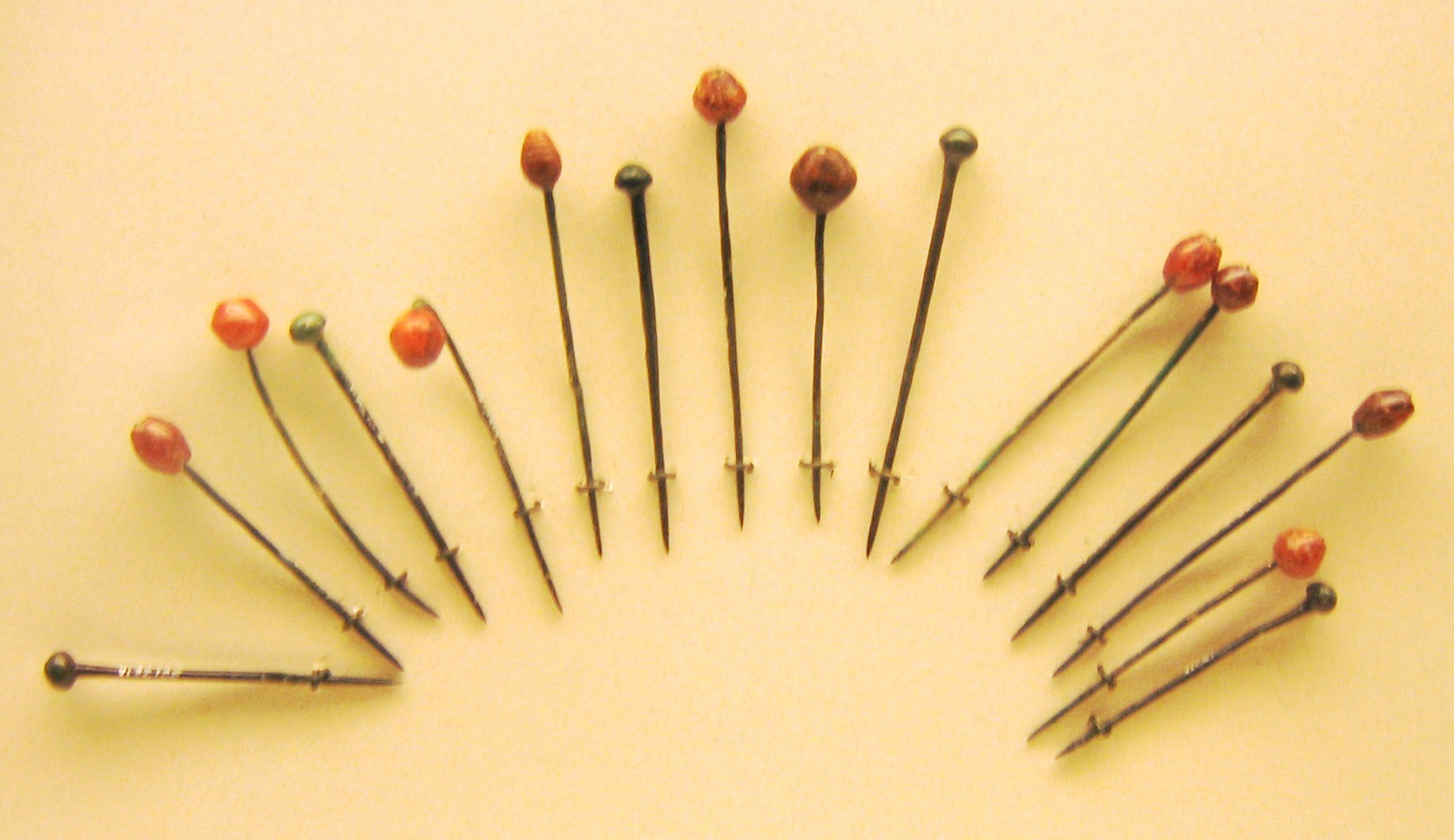
ヘアーピン (紀元前600年頃)

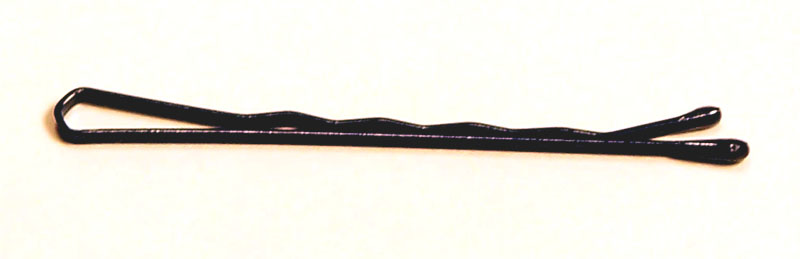
ボビーピン、ヘアーピンの一種

ダブルピンを使ったピンカール

ヘアピンの呼称や分類は、メーカー等によって様々であるが、以下に大まかな分別を示す。
スモールクリップ
シングルピン
ロッドを使わずに施すパーマヘア（フィンガーウェーブ、ピンカールなど）を施す際に用いるピン。
ダブルピン
ピンの刃先が二つに分かれているクリップ型のピン。
スリーピン
パッチン留めとも呼ばれる、三角形型をしたピン。アメピンと比較してまとまった毛量を留めるのに用いる。
アメピン（Grip、Bobby pin）
アメリカンピンもしくはアメリカピンの略。針金を直角に折り畳み、一つの先端を上に反らせた形をしている。最も普及している物。これのバリエーションが、下記のボビーピン。
ヤナギピン
アメピンに似るが、全体が柳の葉のように弧状になっている物をこう呼ぶ。
ボビーピン
滑り止めのため、アメピンの中頃に段々を施したピン。
スモールピン
ピンの先端の髪を取り込む部分が短くなっている物や、短いアメピンをこう呼ぶ。
オニピン、Uピン、毛ピン
髷を留めたり、髪飾りやヘアネットを留めたりするのに用いる、U字型をしたピン。本来はこの種類のみヘアピンと呼ぶ。
スティックピン
待ち針のような形状をしたピン。髪に巻いたロッドを留めておくのに用いる。また、端に飾りを付けて簪のように用いる。